# Podhale

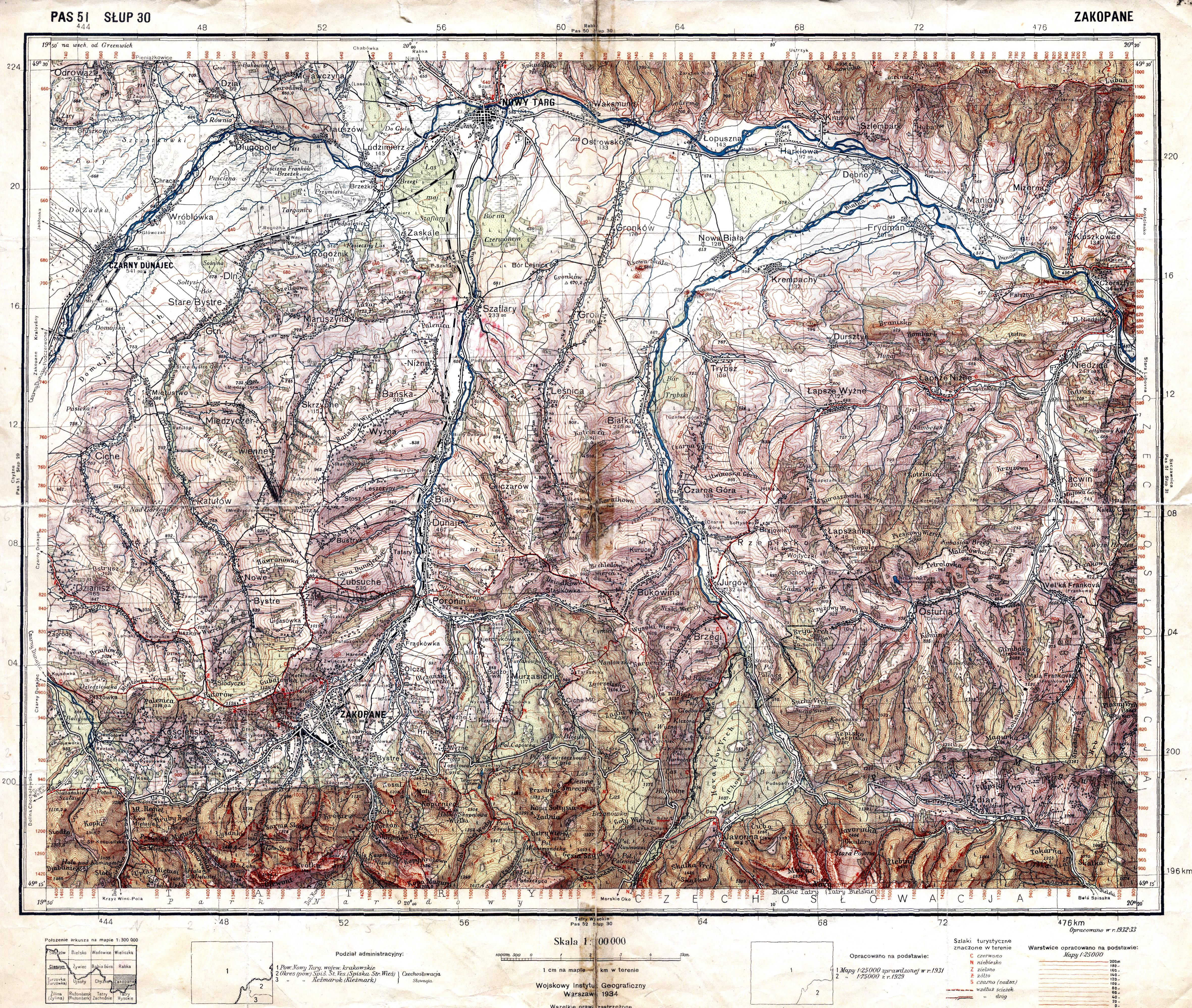
Karte von 1934

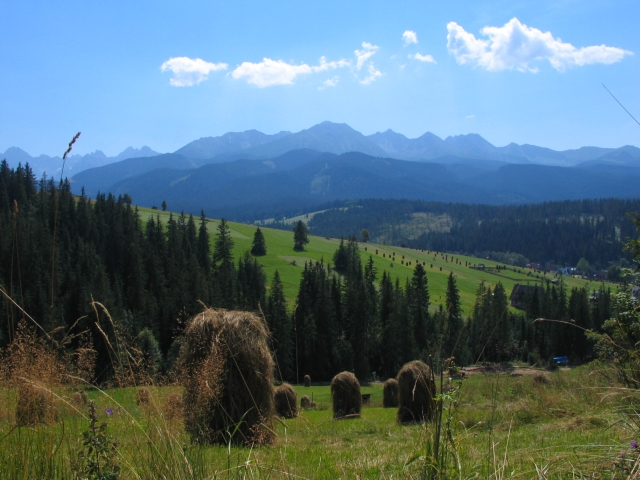
Podhale in Małe Ciche

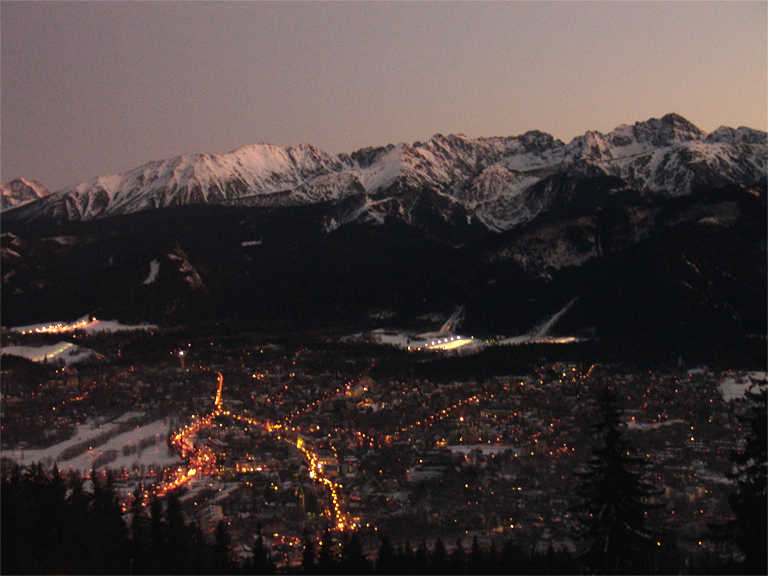
Vortatragraben mit Zakopane von der Gubałówka

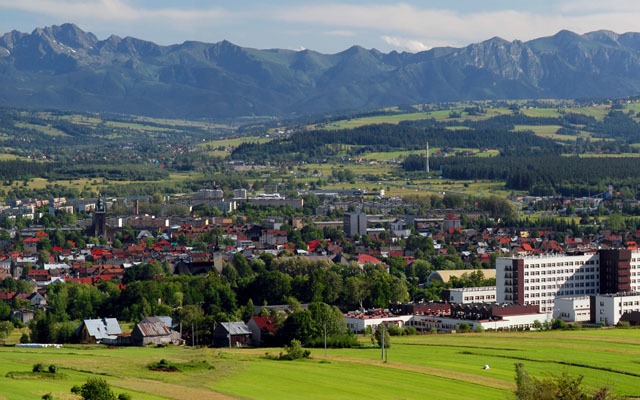
Historische Hauptstadt Nowy Targ

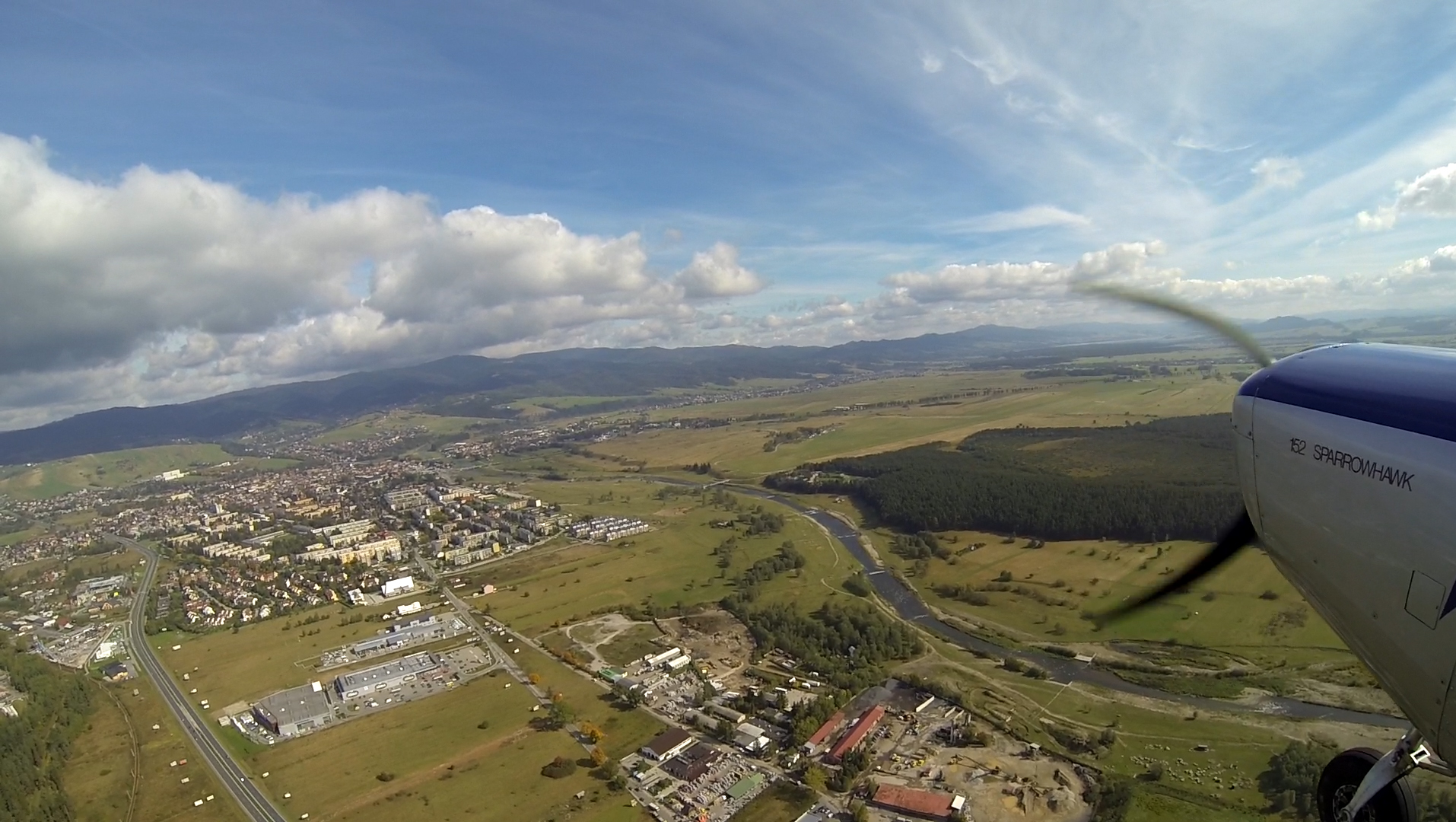
Landeanflug auf den Sportflugplatz

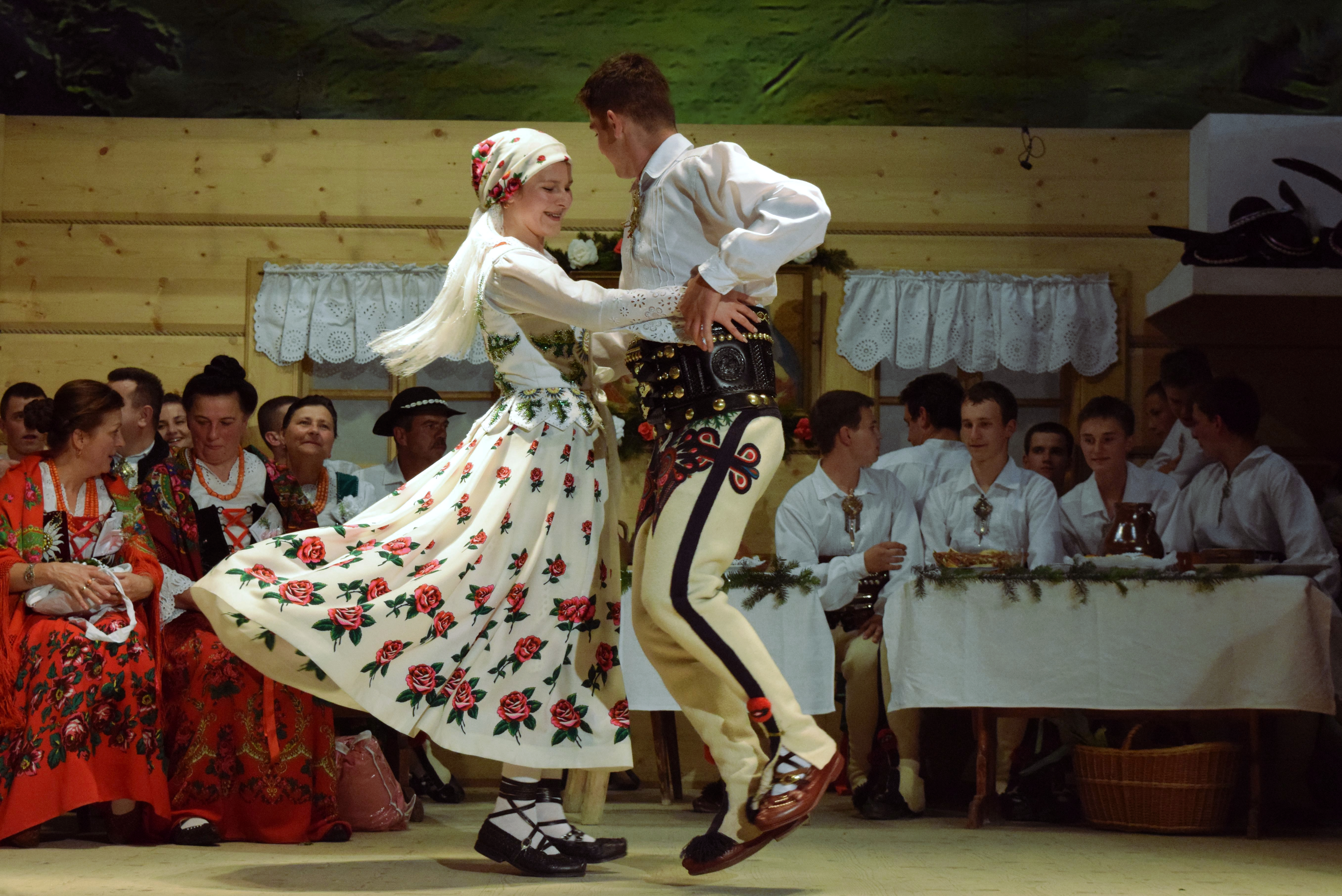
Folklore-Hochzeit der Podhalanie bzw. Goralen

Das Podhale (wörtlich: Unter den Almen bzw. Almenvorland) ist eine der südlichsten Regionen Polens, manchmal auch „Polens Hochland“ genannt, in der Woiwodschaft Kleinpolen. Es liegt am nördlichen Rand der Tatra in den Karpaten und wird durch eine reiche Folkloretradition charakterisiert. Die Einwohner werden Podhalanie genannt, die zu den Góralen gehören. Im Winter ist das Podhale mit seinen Skihängen eines der bedeutendsten Urlaubsgebiete Polens. Seit einigen Jahren werden auch die Thermalquellen in Podhale erschlossen und oft als Thermalbäder in den Skiorten genutzt. Zu den Attraktionen der Region gehören die beliebten Wintersportorte Zakopane, Poronin, Bukowina Tatrzańska, Białka Tatrzańska, Małe Ciche, Murzasichle, Chochołów, Biały Dunajec, Szaflary. Weitere Skiorte befinden sich in der östlich angrenzenden Region Zips. Nowy Targ ist die Regionalhauptstadt und größte Stadt in Podhale. Die Region ist unter anderem bekannt für den Oscypek, einen aus Schafsmilch hergestellten Käse. Aus dieser Region entstammt auch der polnische Nationalhund Polski Owczarek Podhalanski, eine weiße Hirtenhundrasse.
Der Begriff Podtatrze (wörtlich: Unter der Tatra bzw. Tatravorland) ist dagegen weiter und umfasst neben dem Podhale auch die Regionen Zips, Liptau und Orava, also alle historischen Regionen, die Anteil an der Tatra haben, bzw. ihr vorgelagert sind.

## Lage
Das Podhale liegt im Einzugsgebiet des Dunajec und seiner Quellflüsse, des Czarny Dunajec und Biały Dunajec. Es liegt nördlich des Hauptkamms der Hohen Tatra und Westtatra, der es von der slowakischen Region Liptau trennt. Im Westen bildet der Gebirgszug der Orawicko-Witowskie Wierchy sowie die Wasserscheide in dem Talkessel Kotlina Orawsko-Nowotarska die Grenze zur Region Orava, die teilweise zur Slowakei und teilweise zu Polen gehört. Im Norden bilden die Saybuscher Beskiden, konkret der Gebirgszug der Orava-Podhale Beskiden, und Gorce die Grenze zu den Beskiden. Westlich des Podhale liegt die Region Zips, die ebenfalls teilweise in Polen und teilweise in der Slowakei liegt, und die von dem Podhale durch den Fluss Białka getrennt wird.

### Geographische Gliederung
Im Norden des Podhale liegt die Talsenke Kotlina Nowotarska, auch Kotlina Podhalańska genannt, die den östlichen Teil der Talsenke Kotlina Orawsko-Nowotarska bildet. Hier treffen die beiden Quellflüsse in der Stadt Nowy Targ zusammen und bilden den Dunajec. Die Talsenke ist der am ältesten und am dichtesten besiedelte Teil des Podhale. Südlich an die Talsenke schließt sich der Pieninen-Felsengürtel an, der im Podhale eine Stufe von Kalkfelsen bildet, die teilweise als Naturreservate geschützt sind. Südlich an den Felsengürtel schließt sich das eiszeitlich durch Gletschermoränen gebildete Hochland der Gebirge des Pogórze Spisko-Gubałowskie an. Dieses wird im Podhale von West nach Ost durch die Flüsse Czarny Dunajec, Biały Dunajec und Białka in die drei Gebirgszüge der Orawicko-Witowskie Wierchy, des Pogórze Gubałowskie und des Pogórze Bukowińskie geteilt. Südlich des Hochlands liegt der Vortatragraben Rów Podtatrzański, hinter dem sich die Tatra erhebt, im Westen die Westtatra und im Osten die Hohe Tatra. Der Vortatragraben ist dicht besiedelt. Hier liegt unter anderem der Wintersportort Zakopane. Das Gebiet südlich des Vortatragrabens wird auch das Skalne Podhale (zu deutsch: Felsiges Podhale) und das Gebiet südlich davon als das Niżne Podhale (zu deutsch: Niederes Podhale) bezeichnet.

### Politische Gliederung
Das Podhale hat zwei kreisfreie Städte:
- Nowy Targ
- Zakopane

sowie drei Kreise:
- Powiat Suski mit den Gemeinden innerhalb des Podhale:
  - Bystra-Sidzina (Bystra Podhalańska)
  - Maków Podhalański (Maków Podhalański)
- Powiat Nowotarski mit den Gemeinden innerhalb des Podhale:
  - Czorsztyn (Czorsztyn, Huba, Kluszkowce, Maniowy, Mizerna)
  - Nowy Targ (Dębno, Długopole, Gronków, Harklowa, Klikuszowa, Knurów, Krauszów, Krempachy, Lasek, Ludźmierz, Łopuszna, Morawczyna, Obidowa, Ostrowsko, Pyzówka, Rogoźnik, Szlembark, Trute, Waksmund)
  - Raba Wyżna (Raba Wyżna, Skawa, Rokiciny Podhalańskie, Sieniawa, Bielanka)
  - Szaflary (Bańska Niżna, Bańska Wyżna, Bór, Maruszyna, Skrzypne, Szaflary, Zaskale.)
  - Spytkowice
- Powiat Tatrzański mit den Gemeinden innerhalb des Podhale:
  - Biały Dunajec (Biały Dunajec, Gliczarów Dolny, Gliczarów Górny, Sierockie, Leszczyny)
  - Bukowina Tatrzańska (Białka Tatrzańska, Brzegi, Bukowina Tatrzańska, Groń, Leśnica)
  - Czarny Dunajec (Chochołów, Ciche, Czarny Dunajec, Czerwienne, Dział, Koniówka, Odrowąż,  Pieniążkowice, Podczerwone, Ratułów, Stare Bystre, Wróblówka, Załuczne)
  - Kościelisko (Dzianisz, Kościelisko, Witów)
  - Poronin (Bustryk, Małe Ciche, Murzasichle, Nowe Bystre, Poronin, Suche, Stasikówka, Ząb)

## Geschichte
Das Podhale war im frühen Mittelalter bis zum 12. Jahrhundert nur spärlich besiedelt und mit dichten Wäldern bewachsen. Der Krakauer Woiwode Theodor initiierte 1234 (zunächst wenig erfolgreich) die planmäßige Besiedlung des Podhale. 1238 errichteten Zisterzienser aus dem Kloster Jędrzejów ein Kloster in Ludźmierz. So begann auch die deutschrechtliche Kolonisation Kleinpolens südlich der Weichsel, sowie von deutschen Schlesiern (teutonici Slesenses). Um 1243, nach dem ersten Mongolensturm, verließen die Zisterzienser Ludźmierz wegen des unfruchtbaren Bodens und verlegten das Kloster nach Szczyrzyc. Zur weiteren Besiedlung kam es erst im 14. Jahrhundert. Im Jahr 1336 wurde die Stadt Nowy Targ nach dem Privileg des Königs Kasimir der Große gegründet, nach Magdeburger Recht auf 150 fränkischen Hufen, an der Stelle der Siedlung Stare Cło (Antiquum Theoloneum). Im frühen 14. Jahrhundert folgte eine größere Besiedlungsaktion in diesem Gebiet, das damals Długie Pole (lateinisch longus Campus bzw. Longo Prato) genannt wurde. Im Jahr 1350 umfasste das Dekanat „de Longo Campo“ die Pfarreien Novo foro (Nowy Targ), Antiquo Teloneo (Cło Stare), Chochowsow (Klikuszowa), Sewfler (Szaflary), Wasniwdo [Wasmundo] (Waksmund), Phyfer (Ostrowsko), Nigro [fluvio]/Niger (Maniowy), Clessino (Kluszkowce), Sramovicz superiori (Sromowce Wyżne), S. inferiori (Sromowce Niżne), Wy(l)czsko (Szczawnica?), Krzesna, Villa Ivconis/Ywconis (Tylmanowa?), später auch Grywałd. Einige der Namen deuten auf deutsche Ansiedlung (vermutlich aus Schlesien).
Das Gebiet wurde von Norden nach Süden entlang der Flusstäler erschlossen. Am Dunajec wurden zur Sicherung der Südgrenze Polens sowie der Handelswege von Krakau nach Ungarn die Dunajec-Burgen angelegt. Die lokale Ethnie der Góralen entwickelte sich nach einigen Siedlungswellen im Gebiet: der Polen und der deutschen „Sachsen“ (eigentlich Schlesier, wie im Fall der Zipser Sachsen) in der Zeit der deutschrechtlichen Kolonisation, sowie der „Walachen“, eigentlich meist Ruthenen, Polen und Slowaken, in der walachischen Kolonisation. Die Siedler gingen vor allem der Almwirtschaft, der Holzgewinnung, dem Handwerk und dem Bergbau nach. Holz, Salz, Kupfer und andere Produkte der Region wurden auf Flößen über den Dunajec zur Weichsel und weiter über Danzig, wo das Holz oft zum Schiffbau gebraucht wurde, und die Ostsee gebracht. Einen weiteren Rückschlag erlitt die Region während des Hussiteneinfalls 1433. Im 16. Jahrhundert drang die Besiedlung in die Bergtäler der Tatra vor. In dieser Zeit wurde auch Zakopane als Hirtensiedlung gegründet. Nach der Ersten Polnischen Teilung kam Podhale, wie ganz Galizien, 1772 an die Habsburger. Im 19. Jahrhundert begann der Tourismus in der Region. Insbesondere Zakopane wurde über die K. u. K. Monarchie hinaus als Kurort geschätzt. Der Chochołów-Aufstand gegen die habsburgerische Fremdherrschaft wurde im Februar 1846 niedergeschlagen. Nach dem Ersten Weltkrieg wurde das Gebiet wieder polnisch (Vertrag von Saint-Germain). Im Zweiten Weltkrieg (Aktion Goralenvolk) und dem Stalinismus war die Region Rückzugsgebiet für Widerstandskämpfer.

### Personen
Bekannte Personen, die mit dem Podhale verbunden sind:
- Jan Kanty Andrusikiewicz
- Klimek Bachleda
- Tytus Chałubiński
- Stanisław Dziwisz
- Andrzej Galica
- Seweryn Goszczyński
- Władysław Hasior
- Mieczysław Karłowicz
- Józef Leopold Kmietowicz
- Jan Krzeptowski (Sabała)
- Piotr Kułach
- Wojciech Kułach
- Józef Kuraś
- Józef Maciasz
- Kornel Makuszyński
- Stanisław Marusarz
- Helena Marusarzówna
- Władysław Orkan
- Jan Gwalbert Pawlikowski
- Kazimierz Przerwa-Tetmajer
- Antoni Rząsa
- Józef Stolarczyk
- Augustyn Suski
- Karol Szymanowski
- Józef Tischner
- Stanisław Witkiewicz
- Mariusz Zaruski
- Wacław Krzeptowski

## Kultur
Die Bewohner des Podhale sind Góralen, die sich selbst als Podhalanie bezeichnen, und ihre Kultur ähnelt derjenigen der anderen Goralen in der Zips sowie den Beskiden. Sie haben jedoch eine eigene Tracht, die sie unter anderem bei den Kutschfahrten in der Tatra und Zakopane tragen. Auch die Architektur der Podhalanie hat ihre Eigenart. Die Kirchen sind oft, aber nicht immer, aus Holz gebaut, so zum Beispiel die als UNESCO-Weltkulturerbe geschützte Erzengel-Michael-Kirche in Dębno Podhalańskie, wohingegen die Zipser Góralen ihre Kirchen meist aus Stein gebaut haben. Aus der Architektur der Podhalanie hat Stanisław Witkiewicz Ende des 19. Jahrhunderts den Zakopane-Stil entwickelt. Das Dorf Chochołów gilt als lebendiges Freilichtmuseum des Holzbauweise der Podhalanie. Jedoch hat fast jedes Dorf in der Region seine eigene mittelalterliche reich verzierte Holzkirche.
Das für die Region typischste Musikinstrument ist die schlanke Fidel Złóbcoki. Zu den traditionellen Instrumenten der Schäfer gehören die hölzerne Naturtrompete Trombita und Sackpfeifen.

## Tourismus
Durch die Gebirgszüge des Podhale führen zahlreiche Wander-, Reit- und Radwege, insbesondere im Tatra-Nationalpark. Von den Gipfeln und Pässen bieten sich Rundumblicke auf die umliegenden Gebirge. Auf den Flüssen kann Wassersport betrieben werden.
Es gibt zahlreiche Skigebiete in Zakopane, Kościelisko, Witów, Małe Ciche, Białka Tatrzańska, Bukowina Tatrzańska und vielen anderen Orten:
- Skigebiet Kasprowy Wierch
- Skigebiet Nosal
- Skigebiet Gubałówka
- Skigebiet Polana Szymoszkowa
- Skigebiet Harenda
- Skigebiet Małe Ciche
- Skigebiet Suche
- Skigebiet Butorowy Wierch
- Skigebiet Witów-Ski
- Skigebiet Bania
- Skigebiet Kaniówka
- Skigebiet Kotelnica
- Skigebiet Rusiń-ski
- Skigebiet Turnia
- Skigebiet Czorsztyn-Ski

Es gibt zahlreiche Thermalbäder in Zakopane,  Białka Tatrzańska, Bukowina Tatrzańska, Szaflary und Chochołów:
- Aquapark Zakopane
- Terma Polana Szymoszkowa
- Terma Bania
- Terma Bukowina Tatrzańska
- Termy Szaflary
- Termy Gorący Potok
- Termy Chochołowskie

## Panorama

Tatravorland in Podhale